# Pat McCarran
Patrick « Pat » Anthony McCarran, né le 8 août 1876 à Reno dans l'État du Nevada et mort le 28 septembre 1954 à Hawthorne, est un homme politique américain membre du Parti démocrate. Il est notamment sénateur fédéral pour son État natal de 1933 à 1954 et juge de la Cour suprême de l'État. Opposant de Franklin Roosevelt et de son New Deal, il est connu pour son fort anticommunisme, en étant le promoteur de l'Internal Security Act et son antisémitisme.
L'aéroport international McCarran de Las Vegas fut nommé en son hommage en 1948. Bien que soit saluée sa carrière et ses projets législatifs sur l'aviation américaine, précurseur de la Federal Aviation Administration, il est dénoncé un antisémitisme notoire en privé comme en public ainsi que ses actions durant le Maccarthysme. Le nom devint controversé et fut finalement rebaptisé en 2021 d'après Harry Reid,.
Une statue le représentant est exposée au National Statuary Hall Collection.